# 加文·紐蘭斯
加文·紐蘭斯（英語：Gavin Newlands，1980年2月2日—）是一位蘇格蘭政治人物，他的黨籍是蘇格蘭民族黨。自2015年開始，他擔任佩斯利和北倫弗魯郡選區選出的國會議員。他是首位獲得這個選區議席的蘇格蘭民族黨黨員。